# John Reynolds

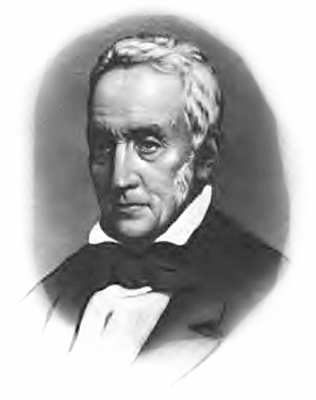
John Reynolds

John Reynolds, född 26 februari 1788 i Montgomery County, Pennsylvania, död 8 maj 1865 i Belleville, Illinois, var en amerikansk politiker (demokrat). Han var den 4:e guvernören i delstaten Illinois 1830-1834.

## Bakgrund och tidig karriär
Båda hans föräldrar var invandrare från Irland. När han var fem månader gammal, flyttade familjen från Pennsylvania till Tennessee. Vid sekelskiftet flyttade de vidare till nuvarande Illinois. Reynolds studerade juridik och inledde 1812 sin karriär som advokat i Illinoisterritoriet. Han lärde sig franska och uppskattade det språket högt. Han deltog i strider mot indianer under 1812 års krig och blev känd som Old Ranger. När Illinois 1818 blev delstat, blev Reynolds en av de första fyra domarna i Illinois högsta domstol, ett ämbete som han behöll i sex år. Han kandiderade 1823 till USA:s senat utan framgång.

## Guvernör under Black Hawk-kriget
Reynolds vann 1830 års guvernörsval som slaveriförespråkare. Han tillträdde 6 december 1830 som guvernör i Illinois. Den mest dramatiska händelsen under hans ämbetsperiod var Black Hawk-kriget. Han kommenderade de delstatliga försvarsstyrkorna, milisen, mot indianerna och förde själv befälet på slagfältet. USA:s president Andrew Jackson befordrade honom till generalmajor och han fick rättigheten att förhandla avtal med indianerna. Kongressledamoten Charles Slade avled 1834 och Reynolds valdes till USA:s representanthus, först till slutet av Slades mandatperiod och sedan till en tvåårig mandatperiod fram till 1837. Han efterträddes som guvernör av William Lee D. Ewing.

## Senare karriär
Reynolds lyckades inte bli omvald till representanthuset i 1836 års kongressval men han kom tillbaka två år senare och representerade Illinois 1:a distrikt ännu 1839-1843 i kongressen. Det var Reynolds som introducerade mormonprofeten Joseph Smith och president Martin Van Buren för varandra. Reynolds var 1852 talman i Illinois House of Representatives, underhuset i delstatens lagstiftande församling. Han var delegat till demokraternas partikonvent inför presidentvalet i USA 1860.
Hans grav finns på Walnut Hill Cemetery i Belleville, Illinois. Reynolds var protestant och gift två gånger.